# سفارت ارمنستان در واشینگتن
سفارت ارمنستان در واشینگتن، دی.سی. ( نمایندگی دیپلماتیک جمهوری ارمنستان در واشینگتن، دی. سی. پایتخت ایالات متحده آمریکا می‌باشد که در شماره ۲۲۲۵ خیابان R، در بخش شمال غربی، واشینگتن دی‌سی واقع شده‌است. روابط دیپلماتیک بین دو کشور در سال ۱۹۹X برقرار شده‌است. هم‌اکنون لیلیت ماکونتس مقام سفیر جمهوری ارمنستان در واشینگتن دی‌سی را عهده‌دار است.

## فهرست سفیران
- واروژان نرسسیان